# 一色正春
一色 正春（いっしき まさはる、1967年〈昭和42年〉1月3日 - ）は、日本の元海上保安官（最終階級：三等海上保安正）。尖閣諸島中国漁船衝突映像流出事件において、「sengoku38」名で映像を動画共有サービス・YouTubeへ最初に投稿した。
海上保安官辞職後の職業は未詳。

## 人物・来歴
京都府京都市出身。国立富山商船高等専門学校卒業。学生時代は空手の稽古に熱中していた。商船高専卒業後は、海運業を営む企業に就職し、外航航路の船員として原油や天然ガスを日本に輸送するタンカー船などに乗船した。20代半ばで不況もあって船を降り、サラリーマン、職人見習いのようなことを日本で経験した。その後商船高専時代の同僚が先に海保にいたこともあり、30歳のとき国家公務員試験を受けて海上保安官となる。その後、アメリカ生まれの韓国籍の韓国人女性と結婚。
海上保安学校門司分校を卒業後、1998年に釜石海上保安部で巡視艇勤務、2003年に小松島海上保安部の予備員、2004年に姫路海上保安部で巡視艇の航海士として勤務した。2007年、放送大学卒業。2010年には、神戸海上保安部（兵庫県神戸市）の巡視艇「うらなみ」の主任航海士となった。
海上保安庁には国際捜査官と呼ばれる職域があり、一色は語学力と空手で鍛えた身のこなしを生かして、日韓を結ぶ国際捜査にも携わった。上司や部下、同僚は、「真面目で気さく」「仕事は優秀だった」と話している。
平成22年（2010年）11月、尖閣諸島中国漁船衝突事件の映像を流出させる。
同年、SPA!の「期待以上の働きをした男」ランキングで8位に入った。
平成23年（2011年）2月9日、創生「日本」の総会に招かれる。同年3月13日に開催予定だった、ゴー宣道場に一般参加者として応募し、当選していたが東日本大震災の影響で道場自体が中止となった。
同年7月22日、京都『日本の現状を知る会』で、宮嶋茂樹、井上和彦、加藤曻らと共に講演。さらに8月15日、靖国神社境内で執り行われている「全国戦歿者追悼中央国民集会」に出席し、弁士として講演。
平成24年（2012年）、論文「中国の狙いは尖閣だけではない」でアパ日本再興財団による第5回「真の近現代史観」懸賞論文の“最優秀藤誠志賞”を受賞。
ウェブサイトはなくブログも書かず、ツイッターだけで主張発信を続けている。

## 尖閣諸島中国漁船衝突映像投稿の経緯と処遇
2010年10月下旬から11月初め、尖閣諸島中国漁船衝突事件のビデオ映像が入ったSDカードをCNNの東京支局に郵送した。この映像を送りつけられたCNNでは、出所不明の怪文書の類とみなしてSDカードを直ちに処分、廃棄した。CNNの動きが無かったため、同年11月4日、神戸市のネットカフェで「sengoku38」というアカウント名でYouTubeに動画をアップロードした。CNNが報道していればYouTubeにはアップロードしなかったと後に語っている。同様に、自らが出演したテレビ番組では「東京では報道陣などに配布するDVDも用意していた」と語った。
一色は動画投稿後、読売テレビに連絡し、事件の詳しい内容を話した。一色はいずれ流出元が自分であると判明すると考えており、読売テレビの取材に応えたのは逮捕された時に「頭のおかしなやつがやったこと」にされないための保険であった。
同年11月10日、動画を流出させたのが自分であると上司に名乗り出る。神戸市にある第5管区海上保安本部の庁舎で国家公務員法違反の任意聴取に応じ、以後11月16日まで庁舎宿泊をしながら聴取に応じた。
同年12月17日に辞職届を提出。12月22日、海上保安庁により停職12か月の懲戒処分。同時に辞職届が受理され同日付で海上保安官を辞職した。在任中、長官表彰3回、本部長表彰4回受彰。同12月22日、警視庁により国家公務員法（守秘義務）違反容疑で書類送検された。一色は動画投稿について、「政治的主張や私利私欲に基づくものではない」と述べ、後悔はしていないことを強調した。
2011年1月21日、東京地検は国家公務員法違反について「海上保安庁による映像管理の不十分さが一因にあり、入手方法に悪質さはない」などとして起訴猶予処分とした。

### sengoku38
YouTubeのプロフィールには、「年齢：25歳」「国：日本」と登録されていたが、実際は43歳であった。
アカウント名に含まれる"sengoku"は、当時の内閣官房長官仙谷由人を揶揄したものと報道された。"38"については読みをもじった多数の説が挙げられた他、「sengoku」で登録を試みたところ既に使われている名前のため、無作為に自動作成された候補の中から採用しただけ、といった説が浮上した。このアカウント名について仙谷は記者会見で、「あれっ、と思いました」、「私あんまり自分でユーチューブとかそういうところに投稿したりすることしておりませんので」などと述べた。
"sengoku38"の名前の意味について、一色は当初は"sengoku"について「官房長官の仙谷でもあるし、戦国時代の戦国かもしれない」と話していた。後に"sengoku38"で投稿した意味については捜査当局、家族、弁護士にも話していないとし、「事件が忘れられてしまうので、謎が残った方がいい」「まあ、1つくらい秘密が残った方が事件が忘れられない感じになる、という気持ちがあります。『あんまり気にしないでください』と言えば、逆に気になるでしょうけど、それが狙いなので」と話した。
流出ならびにsengoku38というワードは、マスメディアにおいて多数使用され、2010年ネット流行語大賞の銀賞に選ばれた。
名前を考えた時期については「ネットカフェに行く途中」と答えている。

## 著書
- 『何かのために sengoku38の告白』（朝日新聞出版 ISBN 9784023309203、2011年2月18日）
- 『日本を守りたい日本人の反撃』（産経新聞出版 ISBN 9784819111553、2012年4月3日）田母神俊雄との共著

### 論文
「中国の狙いは尖閣だけではない」にて「真の近現代史観」懸賞論文最優秀藤誠志賞を受賞